# Amegilla sapiens
Amegilla sapiens là một loài Hymenoptera trong họ Apidae. Loài này được Cockerell mô tả khoa học năm 1911.